# دنيس بونير
دنيس بونير (بالإنجليزية: Dennis Bonner)‏ هو سياسي أمريكي، ولد في 14 مارس 1964. حزبياً، نشط في الحزب الديمقراطي.